# Харитонович, Борис Георгиевич
Харитонович Борис Георгиевич (20 августа 1884, Ростов-на-Дону — 11 января 1938, Москва) — инженер-конструктор, кораблестроитель, конструктор артиллерийских башенных установок для военных кораблей, главный инженер завода «Русский дизель» и «Ижорского завода» руководитель сборки двух первых советских блюмингов, профессор, доктор технических наук, заведующий кафедрами в Ленинградском политехническом институте, Ленинградском кораблестроительном институте, Военно-морской академии.

## Биография
Родился 20 августа 1884 года в городе Ростове-на-Дону (Область Войска Донского). Окончил гимназию с золотой медалью. С 1902 года студент первого набора кораблестроительного отделения Санкт-Петербургского политехнического института. Окончил ППИ в 1908 году. После окончания института работал на Путиловском заводе конструктором артиллерийских башенных установок для военных кораблей. С 1910 года на снарядном заводе «Парвиайнен» (в советские годы — «Ленинградский механический завод им. Карла Либкнехта»): инженер, начальник бюро, технический директор. С 1916 года — руководитель крупного механического завода в Юзовке (Донецк). Одновременно с 1909 года — преподаватель Петроградского политехнического института по курсам прикладной механики, деталей машин, корабельной архитектуры, теоретической механики и др. В 1915—1917 годах председатель Научно-технического общества «Союз морских инженеров».
Принял Советскую власть, остался работать в России, несмотря на множество предложений. В 1918 году — технический помощник директора-распорядителя «Русского общества». Первый раз арестован 24.10.1918 г. по обвинению в контрреволюционном заговоре и саботаже. Освобожден 12.12.1918 года по ходатайству общезаводского контрольного комитета рабочих и служащих. С февраля 1919 г. до закрытия в 1922 году инженер «Русского общества». В 1923 году назначен зав. производством на заводе «Русский дизель», снова арестован (освобожден 15.01.1924 г. без предъявления обвинений). С 1924 года до следующего ареста — инженер завода. В феврале 1925 года избран профессором Ленинградского политехнического института. одновременно — профессор военно-морской Академии. В третий раз арестован 22.05.1930 г. по обвинению во вредительстве. Приговорен к 10 годам. После вмешательства Наркома Орджоникидзе условно-досрочно освобожден.
Назначен Главным инженером Ижорского завода для руководства сборкой двух первых советских блюмингов. Первый советский блюминг изготовлен на Ижорском заводе 27 апреля 1931 года при непосредственным руководством профессора Б. Г. Харитоновича. Эта работа имела колоссальное значение в развитии всей отечественной металлургии, внесла неоценимый вклад в Победу в Великой Отечественной войне.
С 1932 года Б. Г. Харитонович — начальник планово-производственного отдела Главного управления Наркомата оборонной промышленности и профессор Ленинградского кораблестроительного института (бывшего факультета Ленинградского политехнического института), заведующий кафедрами Прикладной механики и Деталей машин ЛПИ и ЛКИ.
В четвертый раз арестован 9.10.1937 года. Приговорен (Ком. НКВД и Прок. СССР 4.01.1938 г.) к высшей мере наказания. Расстрелян 11.01.1938 года.
Полностью реабилитирован в 1958 году.